# Manuel Souto Vilas
Manuel Souto Vilas (Arzúa, La Coruña, 1 de diciembre de 1903 - Bilbao, Vizcaya, 23 de abril de 1975), fue un filósofo, profesor y político español. De ideología nacionalsindicalista, será uno de los fundadores de las JONS en Galicia.

## Biografía
Hijo de Francisco Souto Eirín y Generosa Vilas Filloy, nació en una familia de origen campesino. Estudió la primera enseñanza en la escuela nacional de su aldea natal y a continuación el bachillerato en el Instituto de Santiago de Compostela. En la capital gallega hará también la carrera de Derecho, que terminará en 1925 con sobresaliente y premio extraordinario, doctorándose en 1927.
Posteriormente inicia la carrera de Filosofía y Letras en Madrid, teniendo como profesores a Julián Besteiro, Manuel García Morente, Ortega y Gasset o Zubiri. En la capital de España aprenderá alemán de forma autodidacta y obtendrá el doctorado con una tesis sobre Hegel, además de interesarse por la fenomenología de Husserl, Scheler, Hartmann y Heidegger, disfrutando de una beca en Friburgo en 1933, donde presenció la llegada del nacionalsocialismo al poder.

## Militancia política
Amigo de Ramiro Ledesma Ramos, filósofo como él, colaborará activamente a la llegada de la Segunda República en La Conquista del Estado y en la fundación de las JONS, siendo uno de los principales dirigentes del partido en Galicia junto a Santiago Montero Díaz. Será destacada su labor teórica, especialmente sobre los problemas del campo.
Tras la fusión de las JONS con Falange militará en la nueva entidad (Falange Española de las JONS), pero las desavenencias de Ledesma con José Antonio Primo de Rivera hará que abandone, junto con el propio Ledesma y unas pocas decenas de militantes, el partido al entender que los principios jonsistas habían sido relegados.

## Guerra Civil y Franquismo
Al producirse la sublevación reingresa en Falange Española. Como profesor en activo será designado en 1937 miembro de la comisión depuradora del Magisterio en Galicia. A petición del falangista Luis Legaz Lacambra escribirá un año más tarde Teoría de los Sindicatos Nacionales, en los que desarrollará los principios y fundamentos de la estructuración del sindicalismo vertical, aunque su libro será vetado hasta 1941 por el conservador ministro Joaquín Benjumea debido a su impronta revolucionaria.
Al ver que el régimen no entregaba todos los resortes del poder a la Falange su decepción irá en aumento. La burocratización del Partido, el progresivo distanciamiento gubernamental del Eje y el no desarrollo del programa revolucionario falangista por parte del franquismo le hará alejarse paulatinamente de la política.

## Muerte
Tras varios años ejerciendo la docencia en 1941 llega a Bilbao, donde impartirá clase como catedrático de Instituto de Enseñanza Media en la ciudad vasca y en la Facultad de Filosofía y Letras y de Ciencias Económicas. En 1974 le será concedida la Gran Cruz de Alfonso X el Sabio. Fallecerá en 1975 en la capital vizcaína.

## Obras
- Teoría de los Sindicatos Nacionales (1941)